# Chlorolestes draconicus
Chlorolestes draconicus är en trollsländeart som beskrevs av Boris Ivan Balinsky 1956. Chlorolestes draconicus ingår i släktet Chlorolestes och familjen Synlestidae. IUCN kategoriserar arten globalt som livskraftig. Inga underarter finns listade i Catalogue of Life.